# Ozarchaea daviesae
Ozarchaea daviesae är en spindelart som beskrevs av Rix 2006. Ozarchaea daviesae ingår i släktet Ozarchaea och familjen Pararchaeidae.
Artens utbredningsområde är Queensland. Inga underarter finns listade i Catalogue of Life.